# Juan Nepomuceno
San Juan Nepomuceno o Juan de Nepomuk (Jan Nepomucký en checo) (Nepomuk, c. 1340-Praga, 20 de marzo de 1393) es el santo patrón de Bohemia. Es el patrón de la Infantería de Marina española, y su festividad se celebra el 16 de mayo. Según algunos historiadores, era el confesor de Sofía de Baviera, la reina consorte de Bohemia, y se negó a romper el voto de sigilo sacramental, lo que causó la ira del rey Wenceslao IV de Bohemia; por lo que Juan Nepomuceno sería el primer santo en recibir martirio por guardar el secreto de confesión. Es el protector contra las calumnias, y debido a la forma de su muerte, protector frente a las inundaciones.

## Información biográfica básica

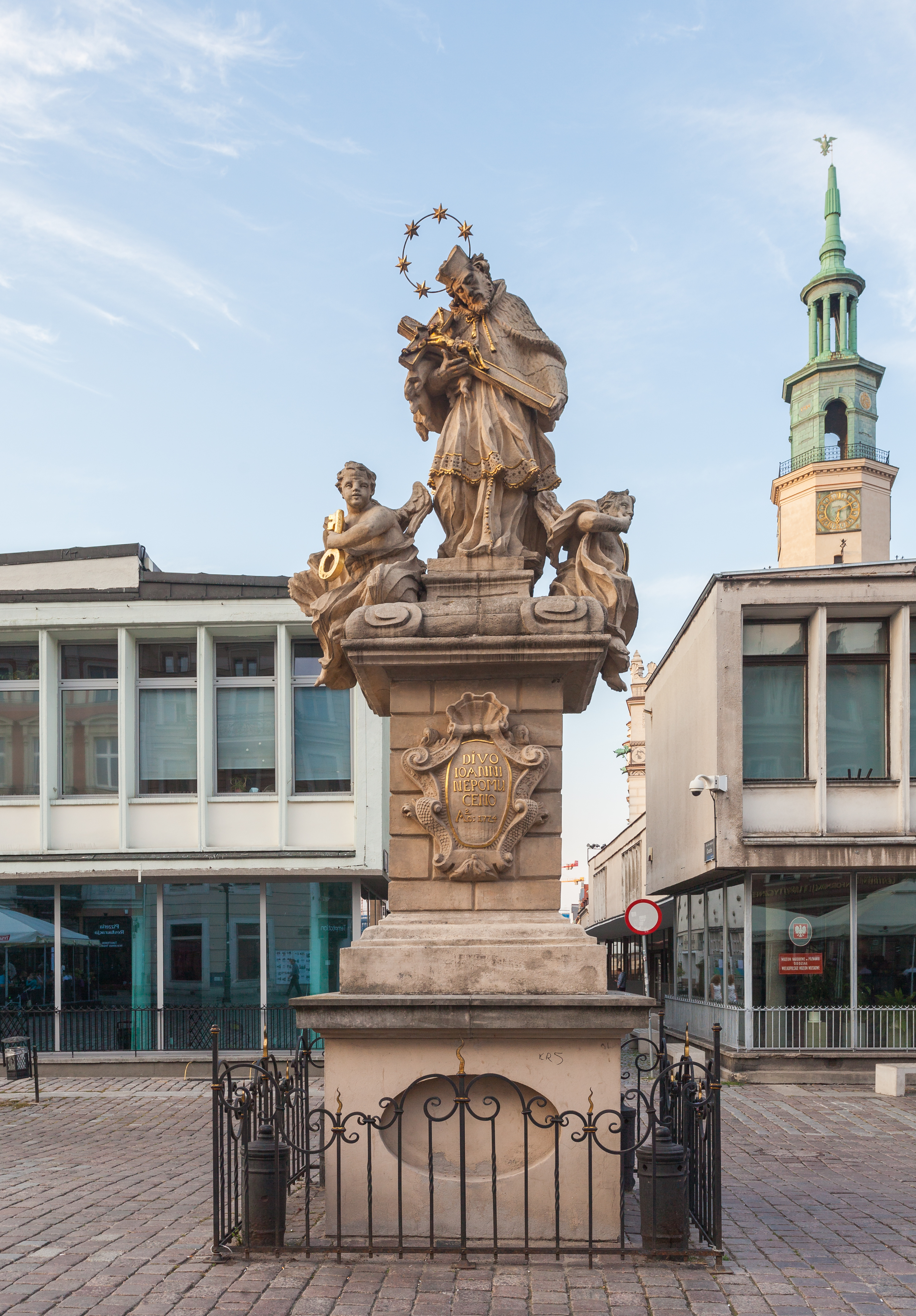
Estatua de Juan Nepomuceno en la Plaza Antigua, Poznań, Polonia.

Juan de Pomuk (Jan z Pomuku en checo), procedía del pequeño pueblo con mercado de Pomuk, actualmente Nepomuk, en Bohemia, que pertenecía a una abadía cisterciense cercana. Juan nació sobre el año 1340 y estudió en la Universidad de Praga, para seguir después un curso de derecho canónico en la Universidad de Padua en el norte de Italia. En 1380 fue párroco en Praga y en 1393 fue nombrado vicario general de Juan de Jenštejn, arzobispo de Praga entre 1378 y 1396. El 20 de marzo de ese mismo año fue arrojado al río Moldava desde el Puente Carlos de Praga a petición del rey de Bohemia Wenceslao de Luxemburgo.
El motivo de su ejecución fue el nombramiento de un nuevo abad para la rica y poderosa abadía benedictina de Kladruby. Su abad era un magnate territorial cuyos recursos eran cruciales para el rey Wenceslao en sus luchas con los nobles. Al mismo tiempo, Wenceslao apoyaba al papa de Aviñón, mientras que el arzobispo apoyaba al de Roma. Juan Nepomuceno confirmó al candidato del arzobispo para el puesto de abad de Kladruby contrariamente a los deseos del monarca, por lo que fue arrojado del Puente Carlos por orden del monarca el 20 de marzo de 1393.
Este relato de los hechos se puede recomponer a partir de varios documentos contemporáneos. El primero cronológicamente es la acusación contra el rey Wenceslao, presentada al papa Bonifacio IX el 23 de abril de 1393 por el arzobispo Juan de Jenštejn, quien después de los hechos regresó inmediatamente a Roma junto con el nuevo abad de Kladruby. En esta acusación, además, el arzobispo se refiere ya a Juan de Nepomuk como "santo mártir". La posterior vita (biografía) del obispo, escrita por su capellán[cita requerida], describe de forma similar a Juan como "gloriosum Christi martyrem miraculisque coruscum"[cita requerida] (traducido: "glorioso mártir de Cristo y brillante con milagros").
Unos años más tarde, el abad Ladolf de Sagan listó a Juan de Nepomuk en dos documentos más: el catálogo de abades de Sagan, completado en 1398, y un tratado, "De longævo schismate". Otro documento es la "Chronik des Deutschordens" o "Chronik des Landes Preussen", una crónica de la Orden Teutónica compilada por Juan de Posilge, quien murió en 1405.
Estas fuentes sugieren que, a pesar de las posteriores elaboraciones legendarias sobre su figura, no solo existió un Juan de Nepomuk histórico, sino que ya fue venerado como santo y mártir desde poco después de su muerte.

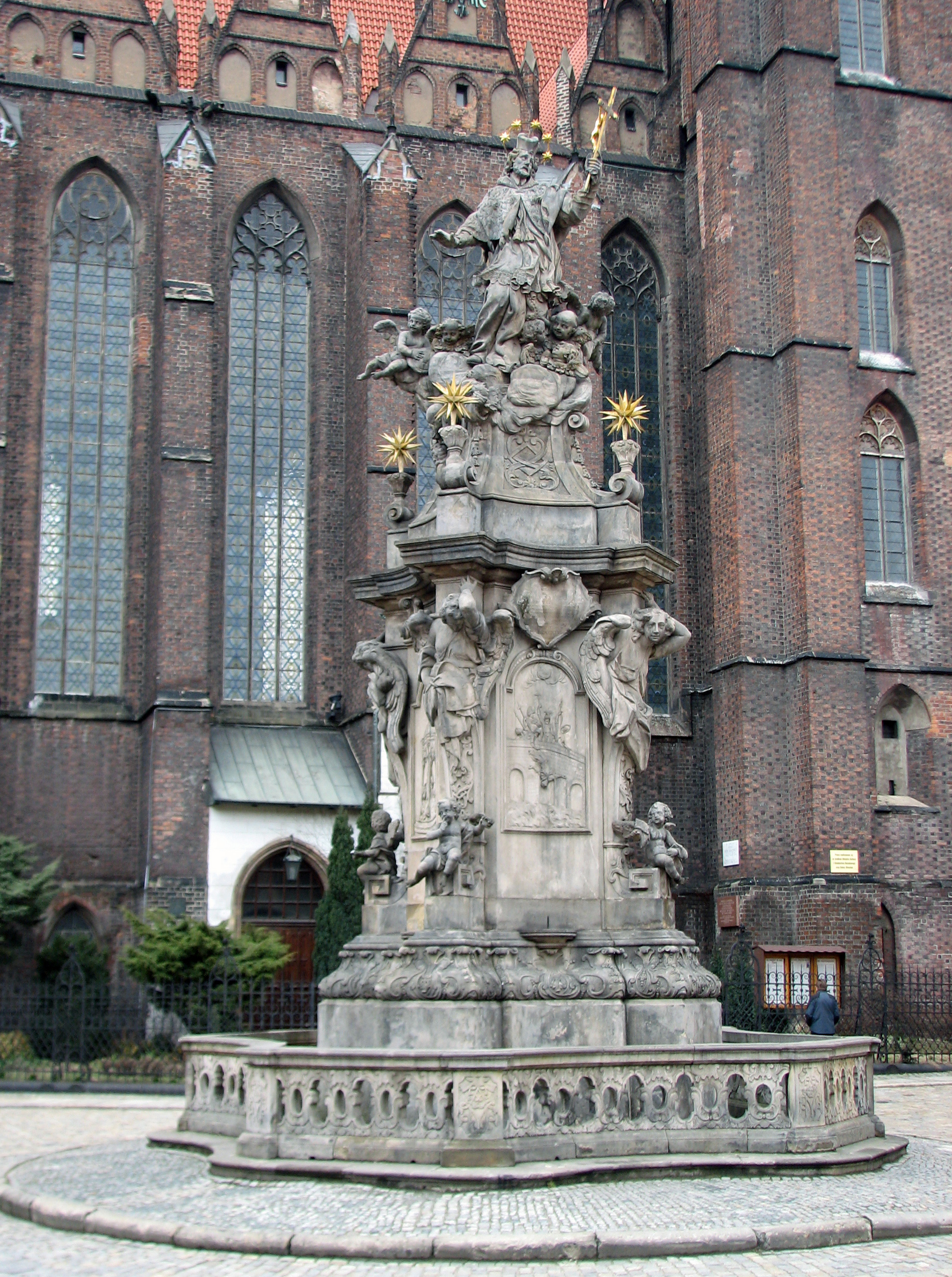
Imagen de San Juan Nepomuceno en Breslavia, Polonia.

Juan Nepomuceno es considerado por la Iglesia católica como un mártir de la causa de las inmunidades y privilegios del clero, por los nacionalistas románticos como un mártir checo frente a la interferencia imperial, y por los historiadores como una víctima de una versión tardía de la Querella de las Investiduras entre el poder civil y eclesiástico. Es representado con un halo de cinco estrellas, conmemorando las estrellas sobre el Moldava la noche de su asesinato. Su tumba, un monumento barroco de plata y oro, fue diseñada por Johann Bernhard Fischer von Erlach y se encuentra en la catedral de San Vito, en Praga, y una reliquia suya considerada su lengua reposa en la Iglesia de peregrinación de San Juan Nepomuceno, en Žďár nad Sázavou, Bohemia.

## Una figura controvertida

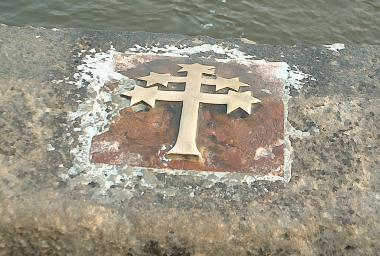
Lugar del Puente Carlos desde donde San Juan Nepomuceno fue arrojado al río Moldava.

La conexión de Juan Nepomuceno con la inviolabilidad del secreto de confesión es parte del desarrollo y transformación de la historia, que pudo ser trazada en distintas etapas. El arzobispo, que marchó rápidamente a Roma tras el crimen, en sus cargos contra el rey Wenceslao, se refirió a la víctima como un mártir; en la vita escrita unos años más tarde ya fueron incluidos milagros. Los cronistas bohemios de los siglos XIV al XVI fomentaron la historia. Sobre mediados del siglo XV apareció por primera vez que la causa de la muerte de Juan había sido negarse a violar el voto del secreto de confesión. Dos décadas más tarde, en 1471, el decano de Praga, Paul Zidek, decía que Juan fue el confesor de la reina Sofía de Baviera, esposa del rey Wenceslao IV, conocido como Wenceslao de Luxemburgo. El cronista Wenceslao Hayek, el "Livio bohemio", dijo en 1541 (probablemente debido a una lectura incorrecta de sus fuentes) que fueron dos los Juanes Nepomucenos arrojados al río; el primero como confesor, y el segundo por la confirmación del abad.
La historia está especialmente en deuda con el historiógrafo jesuita Boleslao Balbín (Boleslaus Balbinus), el "Plinio de Bohemia", por su contribución al desarrollo de esta. Boleslao escribió la Vita beatae Joannis Nepomuceno martyris, que fue publicada en Praga en 1670. Boleslao creía que Juan Nepomuceno era un patriota, e incluso llegó a falsificar datos para honrar al santo[cita requerida]. Aunque el cabildo metropolitano de Praga no aceptó la biografía dedicada al santo, "ya que está desprovista de fundamento histórico y es errónea, un torpe trabajo de retórica mitológica", Balbín se salió con la suya. En 1683 el Puente Carlos fue adornado con una estatua del santo que ha tenido numerosas sucesiones; en 1708 se le dedicó la primera iglesia en Hradec Králové; y la famosa Iglesia de peregrinación de San Juan Nepomuceno fue fundada en 1719 en Žďár nad Sázavou y que forma parte de la lista del Patrimonio de la Humanidad de la Unesco.
Entre tanto se inauguró el proceso que acabó con su canonización. Fue beatificado el 31 de mayo de 1721, y el 19 de marzo de 1729 fue canonizado por el papa Benedicto XIII. Las actas del proceso, de 500 páginas, y que costó más de 180.000 coronas[cita requerida], distinguían dos Juanes Nepomucenos y autorizaban el culto del que fue arrojado en 1393 como un mártir del voto del secreto de confesión[cita requerida].

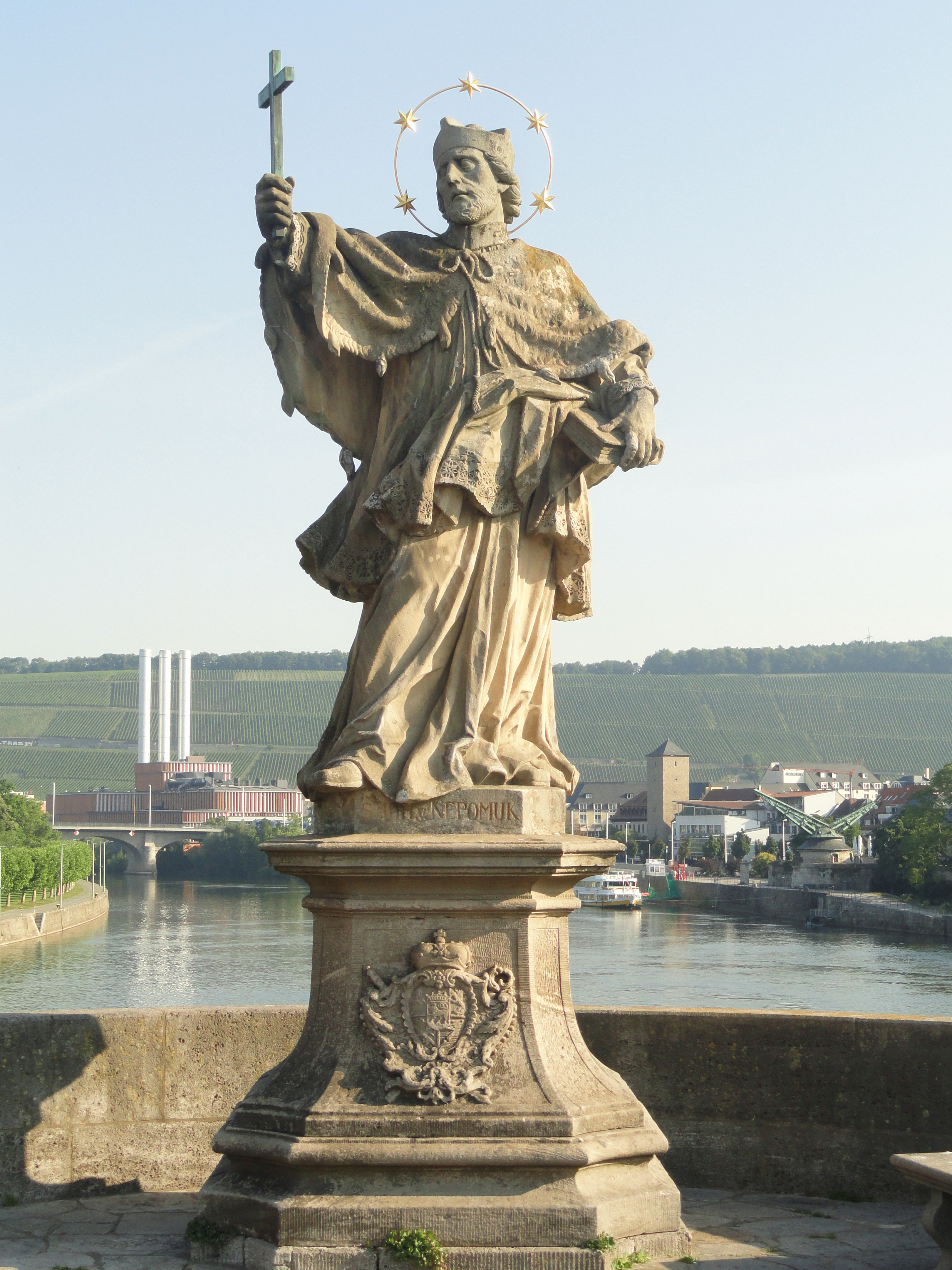
La estatua de San Juan Nepomuceno, patrón de los puentes, en el antiguo puente del Meno.

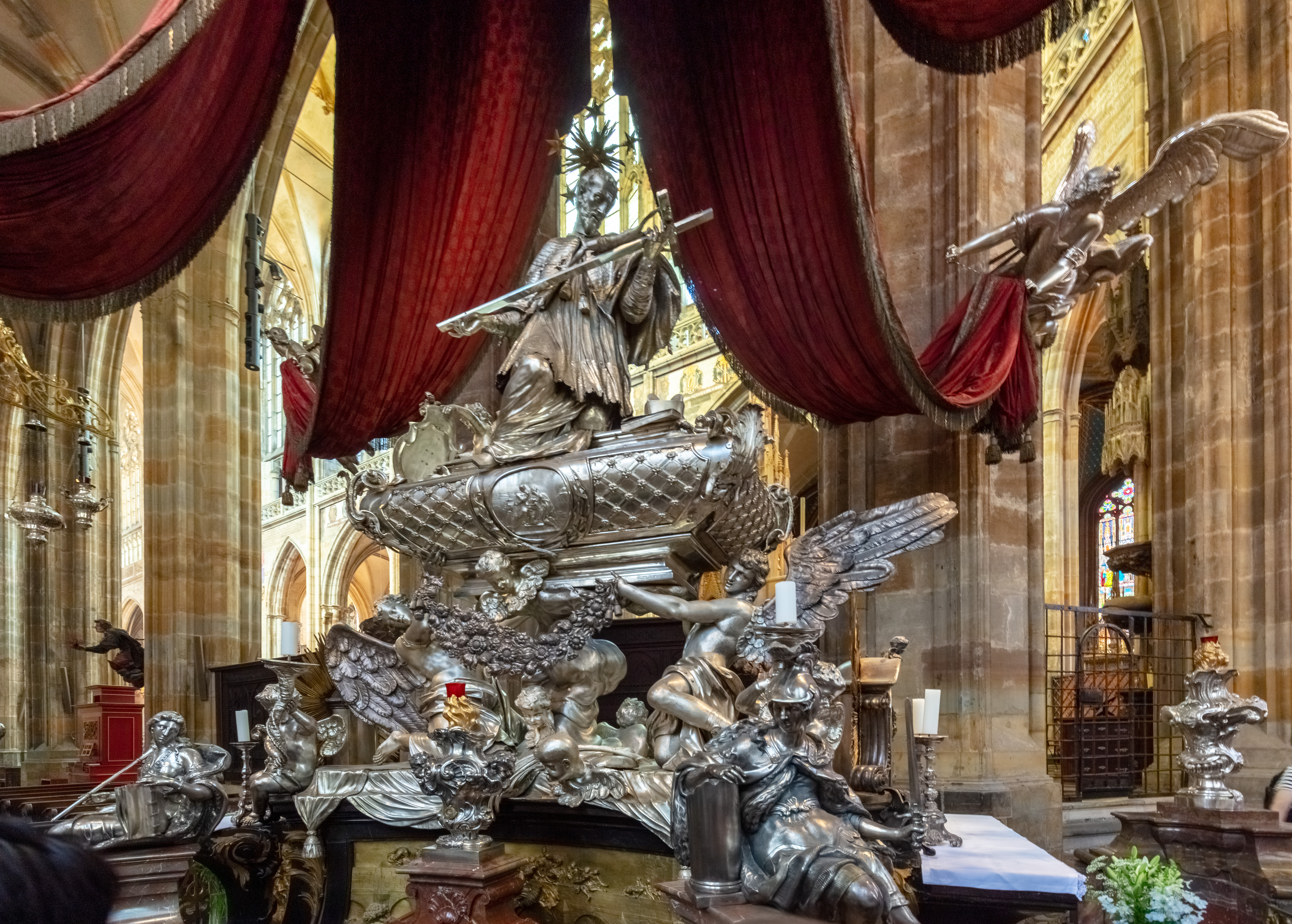
Imagen de la tumba de San Juan Nepomuceno en la Catedral de San Vito de Praga.

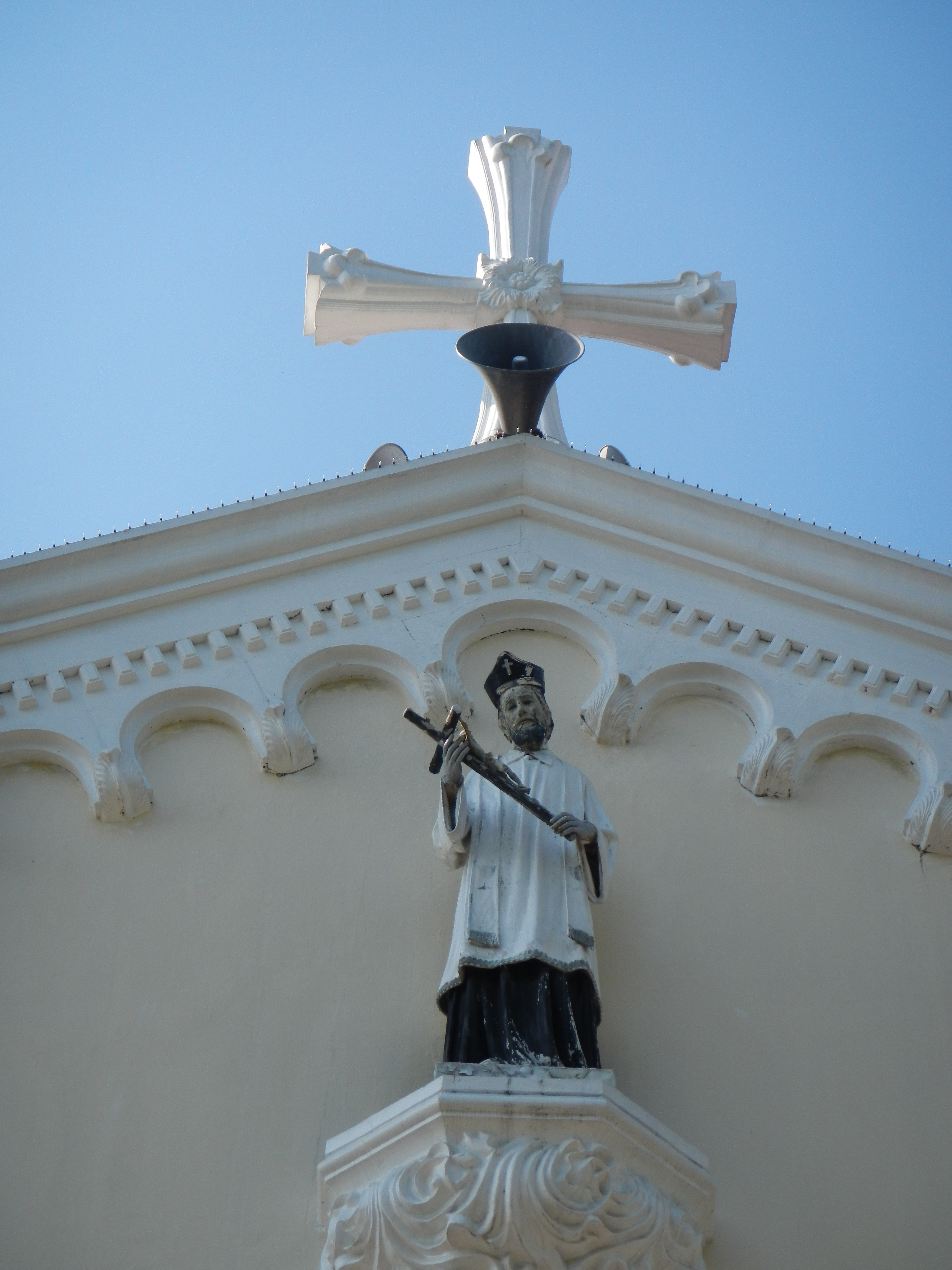
Anao, provincia de Tarlac en Filipinas.

Se ha sugerido que la historia de Juan Nepomuceno está basada en la mezcla de Wenceslao Hayek entre el Jan que fue ahogado en 1393, y el Jan Hus que fue quemado en 1415. Sin embargo, cuando los jesuitas llegaron a Praga, el culto a Juan Nepomuceno ya estaba generalizado; la idea de la canonización se originó no en oposición a los husitas, sino contra los protestantes como un arma de la contrarreforma – aunque su culto también deseaba contrarrestar la figura de Jan Hus. La imagen que se fue fraguando del santo reflejaba la historia religiosa de Bohemia.

## Santidad y veneración

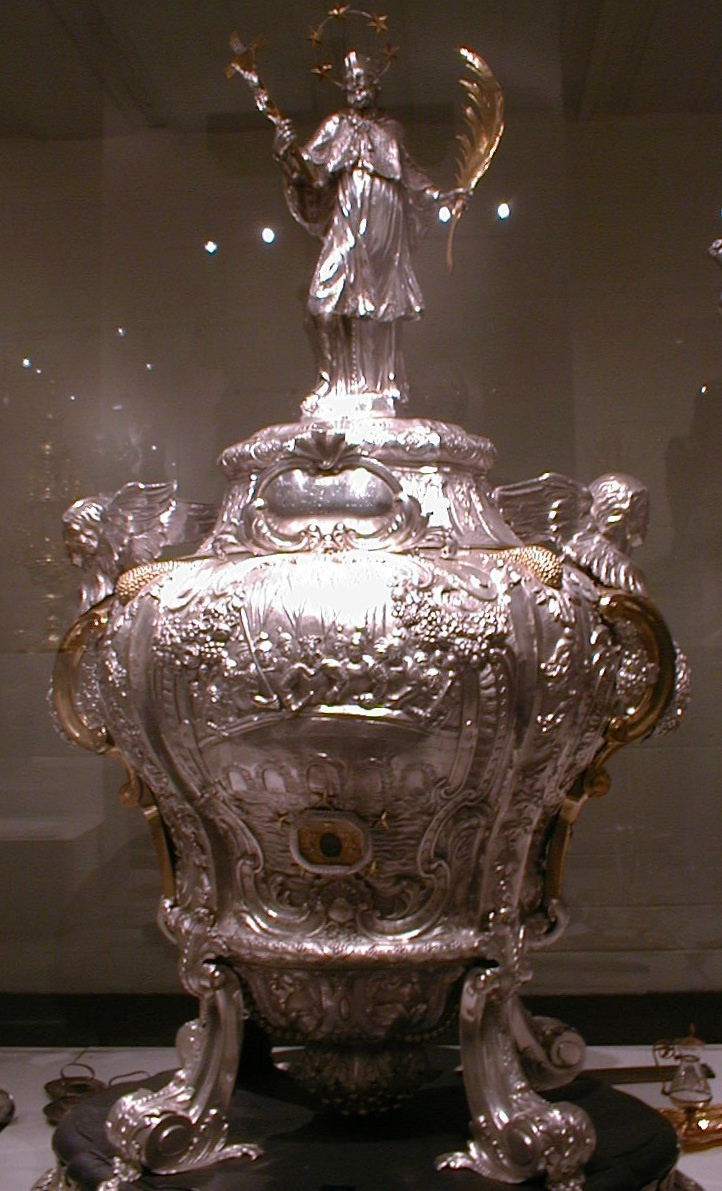
Relicario de San Juan Nepomuceno, en San Nicolás,

Como santo, es venerado sobre todo en la zona de Europa Central y Oriental, en países como la República Checa, Italia, Alemania, Lituania y Polonia. En muchos de estos países es considerado patrón de los puentes, y en algunos lugares se venera como patrón de entidades relacionadas con las aguas; en España, por ejemplo, es patrón del Cuerpo de Infantería de Marina desde 1758.
Es además patrono de muchos lugares y municipios alrededor del mundo, como el Municipio de San Juan Nepomuceno (Caazapá, Paraguay); en el municipio de San Juan Nepomuceno (Bolívar, Colombia), en el municipio de Covarachía (Boyacá, Colombia), en el municipio de Toledo (Antioquia, Colombia); en Michelena en Venezuela; en el Municipio de La Zubia (Granada-España), en el municipio de Sarratella (Castellón); y en el municipio de Anao en Filipinas. Es también segundo patrono de la iglesia catedral de Alajuela, Costa Rica.